# Wojciech Froehlich
Wojciech Antoni Froehlich (ur. 25 marca 1943, zm. 10 października 2013) – polski geograf, prof. dr hab., specjalista w zakresie geomorfologii fluwialnej i hydrologii, wieloletni pracownik naukowy Instytutu Geografii i Przestrzennego Zagospodarowania im. S. Leszczyckiego PAN.
Członek między innymi Polskiej Akademii Nauk, Polskiej Akademii Umiejętności, Stowarzyszenia Geomorfologów Polskich oraz Międzynarodowej Asocjacji Badań Hydrologicznych (International Association Of Hydrological Sciences), Światowego Stowarzyszenia Badań nad Sedymentacją i Erozją (World Association of Sedimentation and Erosion Research). W latach 2002–2005 prezydent Międzynarodowej Komisji Erozji Kontynentalnej (International Commission on Continental Erosion).
Pochodził z Nowego Sącza, z którym był związany przez całe życie. W 1965 r. ukończył studia geograficzne na Uniwersytecie Mikołaja Kopernika w Toruniu. Po studiach został nauczycielem geografii w I LO im. Jana Długosza w Nowym Sączu. Od  1971 r. asystent w kierowanym przez prof. Leszka Starkla Zakładzie Geomorfologii i Hydrologii Gór i Wyżyn Instytutu Geografii PAN w Krakowie. W 1974 r. uzyskał stopień doktora nauk geograficznych z zakresu geografii fizycznej (praca pt. „Dynamika i roczny cykl procesów fluwialnych w dorzeczu Kamienicy Nawojowskiej”). Habilitację uzyskał w 1982 r., profesurę w 1995 r.

## Wybrane nagrody i odznaczenia
- Złoty Krzyż Zasługi (1990)
- Srebrny Medal Amerykańskiej Unii Geofizycznej (2009)
- Odznaczenie Zasłużony dla Szkoły Głównej Gospodarstwa Wiejskiego w Warszawie (2010)